# Hadsten Sports Klub
Hadsten Sports Klub er en fodboldklub i Hadsten. Klubben blev stiftet i 2005 ved en sammenlægning Vissing-Hadsten Håndboldklub og Hadsten Gymnastikforening (HG). Siden 2019 har Hadsten Sportsklub udelukkende været en fodboldklub, mens håndbold er Hadsten Håndbold og basketball i Hadsten Hawks. Klubben har 515 medlemmer (2020).